# 俄特律斯山
俄特律斯山（希臘語： - oros Othrys，也Όθρη- Othri）是一座位于希腊中部的山，在弗西奥蒂斯专区的东北部和马格尼西亚专区的南部，東北方是帕加西蒂科斯湾，南方則是马利亚科斯湾。最高峰是Gerakovouni峰，位于弗西奥蒂斯和马格尼西亚交界处，海拔高度1,726米。

## 历史
1991年2月5日，洛克希德公司的HC-130运输机748撞上该山，63人遇难。

## 古代神话传说
在希腊神话中，俄特律斯山是泰坦战争中克罗诺斯和泰坦的基地。这里也是古神赫斯提亚，得墨忒耳，赫拉，哈得斯和波塞冬的诞生地。